# Wu Assassins
Wu Assassins – amerykański internetowy serial (dramat fantastyczny, sztuki walki), którego twórcami są  John Wirth i Tony Krantz. Wszystkie 10 odcinków pierwszej serii zostało udostępnionych  8 sierpnia 2019 roku na platformie Netflix.
Serial opowiada o Kaiu Jinie, szefie kuchni, który jest ostatni z klanu triady i ma chronić tajemniczych mocy.

## Obsada

### Główna
- Iko Uwais jako Kai Jin[2]
- Byron Mann jako Uncle Six
- Li Jun Li jako Jenny Wah
- Celia Au jako Ying Ying
- Lewis Tan jako Lu Xin Lee[3]
- Lawrence Kao jako Tommy Wah
- Tommy Flanagan jako Alec McCullough[3]
- Katheryn Winnick jako Christine "CG" Gavin[3]

### Role drugoplanowe
- Tzi Ma jako Mr. Young[3]
- JuJu Chan jako Zan[4]
- Mark Dacascos jako bezimienny monk[4]
- Cranston Johnson jako Frank Fletcher
- Raresh DiMofte jako Grisha Babinov
- Davin Tong  jako Młody Tommy
- Robin McLeavy jako Maggie McCullough
- Arpad Balogh jako Serge
- Julian Paul jako Viktor
- Summer Glau jako Water Wu

## Odcinki
| #  | Tytuł              | Reżyseria        | Scenariusz                    | Premiera w Netflix | Premiera w Netflix Polska |
| -- | ------------------ | ---------------- | ----------------------------- | ------------------ | ------------------------- |
| 1  | Drunken Watermelon | Stephen Fung     | John Wirth                    | 8 sierpnia 2019    | 8 sierpnia 2019           |
| 2  | Misspent Youth     | Stephen Fung     | Cameron Litvack               | 8 sierpnia 2019    | 8 sierpnia 2019           |
| 3  | Fire Chicken       | Roel Reiné       | Yalun Tu                      | 8 sierpnia 2019    | 8 sierpnia 2019           |
| 4  | A Twisting Snake   | Roel Reiné       | David Simkins                 | 8 sierpnia 2019    | 8 sierpnia 2019           |
| 5  | Codladh Sámh       | Toa Fraser       | Julie Benson, Shawna Benson   | 8 sierpnia 2019    | 8 sierpnia 2019           |
| 6  | Gu Assassins       | Toa Fraser       | Cameron Litvack, John Wirth   | 8 sierpnia 2019    | 8 sierpnia 2019           |
| 7  | Legacy             | Katheryn Winnick | David Simkins & Yalun Tu      | 8 sierpnia 2019    | 8 sierpnia 2019           |
| 8  | Ladies' Night      | Tony Krantz      | Julie Benson, Shawna Benson   | 8 sierpnia 2019    | 8 sierpnia 2019           |
| 9  | Paths: Part 1      | Michael Nankin   | David Simkins, Yalun Tu       | 8 sierpnia 2019    | 8 sierpnia 2019           |
| 10 | Paths: Part 2      | Michael Nankin   | Cameron Litvack, Jessica Chou | 8 sierpnia 2019    | 8 sierpnia 2019           |

## Produkcja
Pod koniec czerwca 2018 roku platforma Netflix ogłosiła zamówienie pierwszego sezonu serialu, w którym główną rolę otrzymał Iko Uwais. W kolejnym miesiącu obsada powiększyła się o: Katheryn Winnick, Lewisa Tana, Tommy'ego Flanagana oraz Tzi Ma. W sierpniu 2018 roku poinformowano, że Mark Dacascos i JuJu Chan dołączyli do serialu.